# Hristofor Jefarovitch
Hristofor Jefarovitch (en bulgare : Христофор Жефарович ; en serbo-croate : Hristofor Žefarović en alphabet latin, Христофор Жефаровић en alphabet cyrillique), né en 1690 à Doïran (actuelle Macédoine du Nord) et mort le 18 septembre 1753 à Moscou, est un moine, peintre, graveur, illustrateur et écrivain slave méridional, connu pour avoir prôné l'unité des peuples slaves d'Europe du Sud.

## Biographie
Hristofor Jefarovitch naît en 1690 à Doïran, alors sous domination ottomane, dans la famille d'un prêtre bulgare. Embrassant lui aussi une carrière religieuse, il se fait moine itinérant, proposant ses services pour peindre ou illustrer des livres, des icônes et des objets liturgiques. Il séjourne notamment un temps au monastère Saint-Naum à Ohrid. Son nom est mentionné pour la première fois en 1734 à Belgrade, où il se fait connaître par son talent artistique. Ses premières œuvres à traverser le temps sont les fresques des églises du monastère de Bođani à Bač (alors dans la monarchie des Habsbourg, aujourd'hui en Serbie), peintes en 1737, et celles du monastère orthodoxe de Siklós, réalisées à partir de 1739 ; ces dernières seront détruites par un incendie au début du XIXe siècle. Il est aussi le créateur de l'iconostase de l'église Saint-Nicolas de Kozáni.
À partir de 1740, il se consacre exclusivement à la gravure sur cuivre et l'illustration d'ouvrages. Il travaille avec Thomas Mesmer et imprime ses estampes d'icônes et de saints slaves dans son atelier de gravure-typographie, à Vienne. Il produit par ailleurs des estampes sur carton pour servir de base à des broderies religieuses. Parmi ses œuvres notables figurent deux estampes de saint Nicolas dans le style byzantin tardif, conservées respectivement dans l'église serbe de Győr et dans l'église orthodoxe grecque de Kecskemét, ainsi qu'une estampe de saint Naum d'Ohrid, dessinée par Jefarovitch et gravée par Mesmer, conservée dans l'église orthodoxe de Miskolc.
Sa collaboration avec l'atelier de Mesmer lui permet également de travailler sur des œuvres promouvant l'illyrisme, mouvement pour l'unité des Slaves méridionaux dont il est un fervent partisan. Son œuvre la plus importante en la matière est sa Stemmatographia, un traité héraldique en slavon d'Église publié en 1741 et librement traduit d'une version antérieure de Pavao Ritter Vitezović (en). L'ouvrage recense 99 blasons d'États, de régions et de villes, 20 portraits de souverains et de saints serbes et bulgares, et 56 blasons de pays slaves et balkaniques accompagnés de quatrains explicatifs. Ces derniers constituent les plus anciens exemples de poésie non religieuse de l'histoire littéraire serbe et bulgare moderne. L'auteur y défend une vision pan-balkanique orthodoxe et prône l'union des Slaves méridionaux avec la Russie sur des bases religieuses, économiques et politiques. La Stemmatographia connaît un grand retentissement et contribue à l'éveil national des Slaves méridionaux, les symboles qu'elle contient — parmi lesquels les armoiries de la Bulgarie figurant un lion — étant réutilisés sur des drapeaux durant les premiers soulèvements serbes du siècle suivant.
À la fin de sa vie, Jefarovitch fait un pèlerinage à Jérusalem en passant par Thessalonique et Jaffa. C'est à lui que l'on doit la popularité du genre littéraire appelé proskynetaria, avec ses descriptions des lieux saints et des monastères de Palestine et d'ailleurs, souvent accompagnées de prières et de dévotions associées à chaque lieu. Jefarovitch est l'auteur de deux ouvrages religieux, une instruction aux prêtres nouvellement nommés (Поучение святителское к новопоставленному йерею, Pouchenié svyatitelskoé k novopostavlennomou yereyou, 1742) et une description de Jérusalem (Описание светаго божия града Йерусалима, Opissanié svetago bojia grada Yeroussalima, 1748). Le carnet de voyage est publié par l'archimandrite de Jérusalem Siméon Simonović à ses frais[réf. souhaitée].
Son travail est reconnu à travers l'Europe : il devient membre honoraire de l'Académie impériale de Vienne et de l'Académie royale de Munich.
Mu par la prémonition de sa fin prochaine, il repart vers le nord et fait halte à Tokaj pour y écrire son testament et ses dernières volontés, avant de s'établir au monastère de l'Épiphanie de Moscou[réf. souhaitée]. Il y meurt finalement le 18 septembre 1753.
Le nom de Jefarovitch est également associé à deux manuels scolaires — un abécédaire et une grammaire —, ainsi qu'à de nombreuses gravures sur cuivre de personnalités renommées de la Voïvodine de l'époque[réf. souhaitée].

## Galerie

Gravures de Jefarovitch
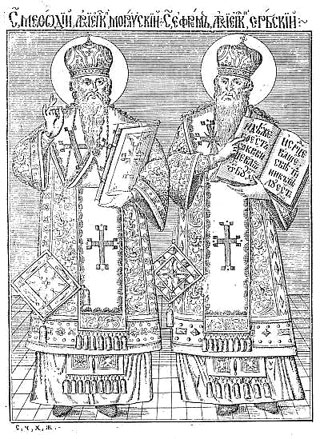
Gravure de saint Méthode et saint Éphrem de Serbie (en).
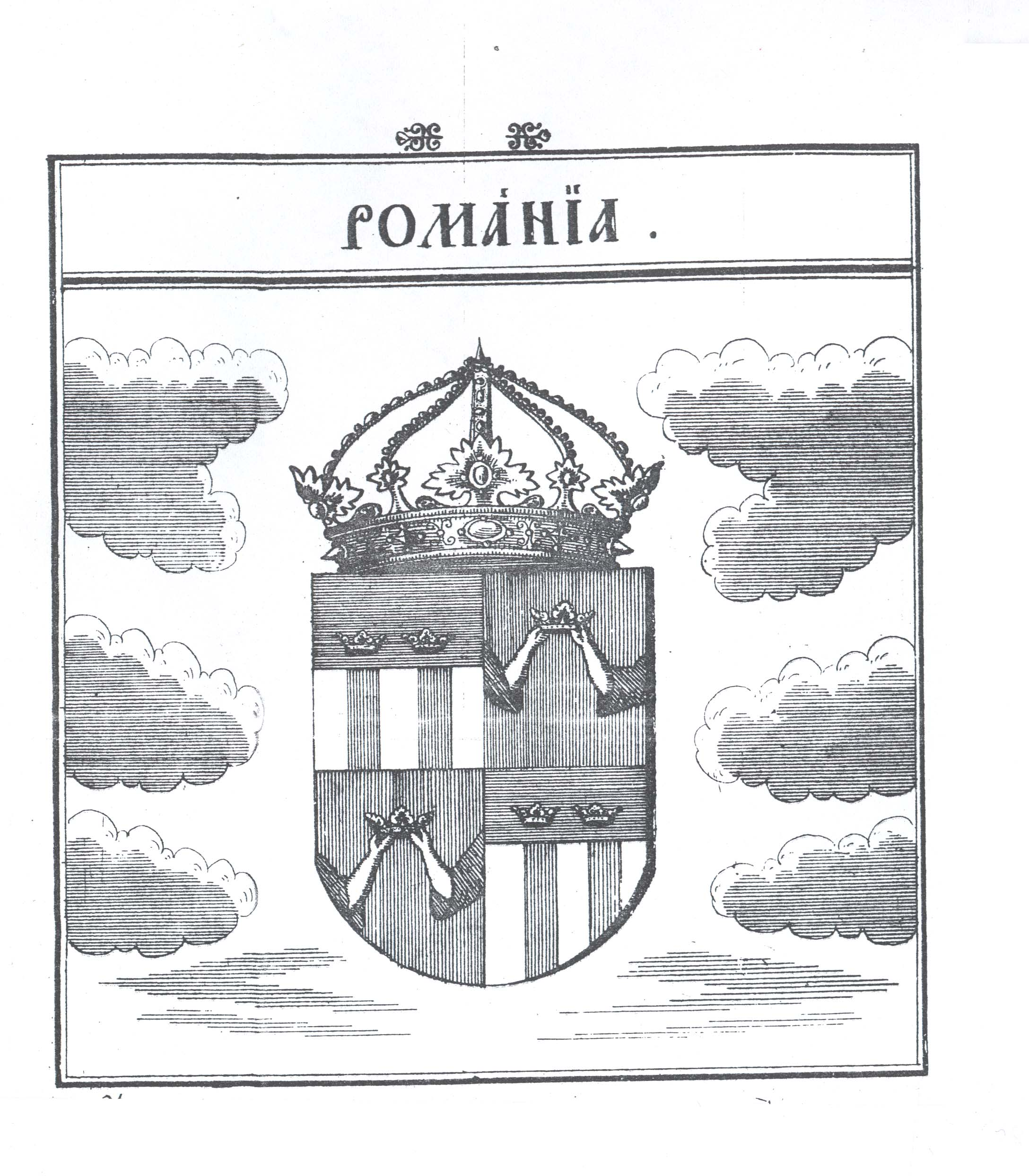
Armoiries de la Romania, adopté par la suite comme symbole de l'État de Roumélie orientale.
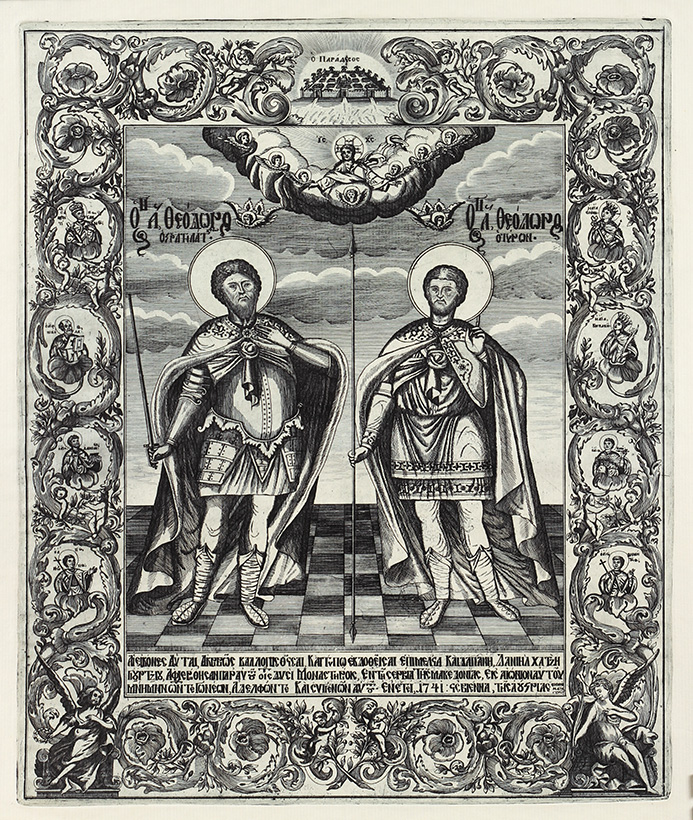
Saints Théodore le Stratilate et Théodore Tiron (1741).
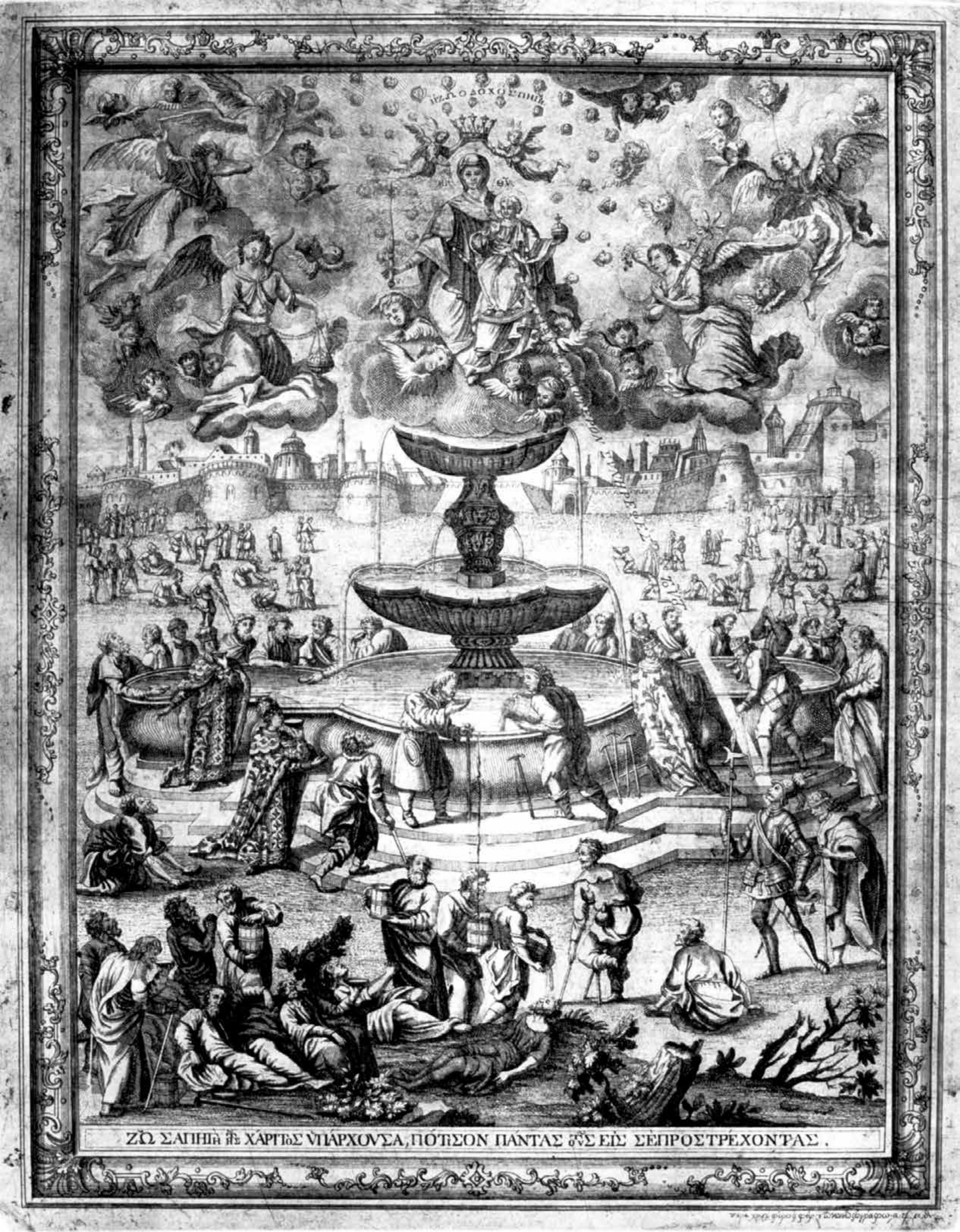
Source Notre-Dame-de-la-Vie.